# Wstążka (gimnastyka)

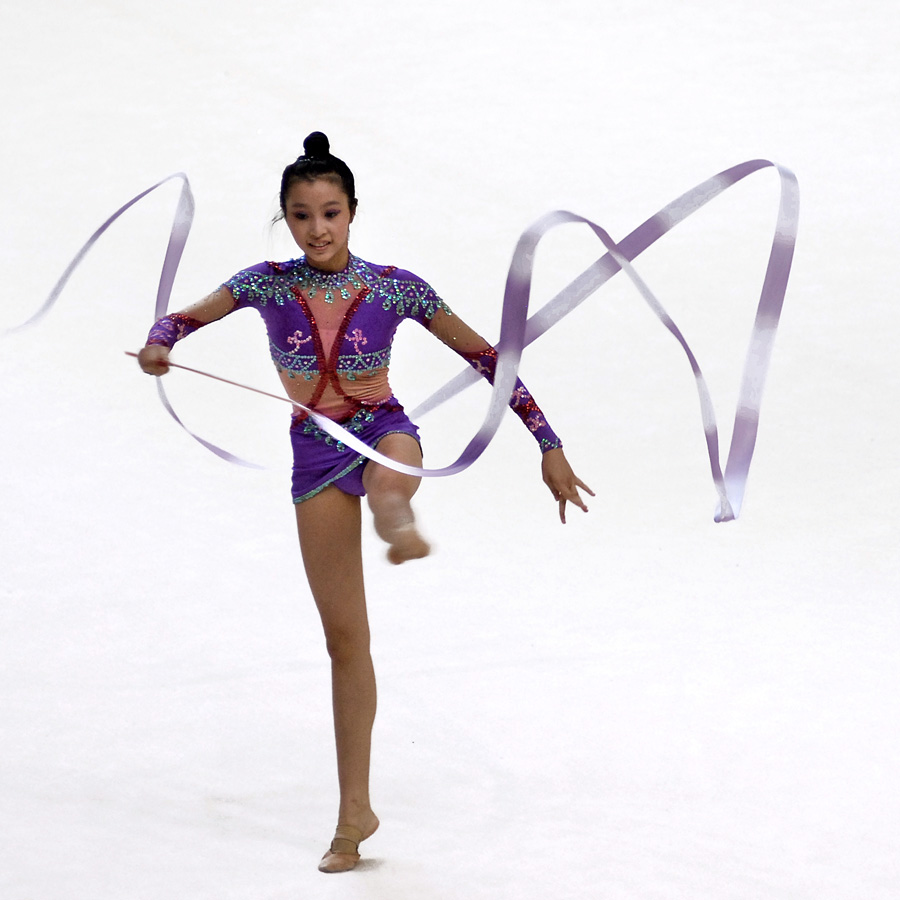
Zawodniczka w ćwiczeniach ze wstążką

Wstążka – jeden z obowiązkowych przyrządów, z jakimi występują zawodniczki w gimnastyce artystycznej. Wykorzystywana jest zarówno w układach indywidualnych, jak i zbiorowych. Uznawana jest za jeden z najtrudniejszych przyrządów.

Wstążka wykonana jest z satyny lub innego podobnego materiału. Jej kolor nie ma znaczenia (zwykle jest dopasowany do stroju zawodniczki). Obowiązkowa szerokość wstążki musi mieścić się między 4 a 6 cm, długość – min. 6 m dla seniorek oraz min. 5 m dla juniorek (wstążka musi też stanowić jedną całość). Nie może ważyć mniej niż 35 g. Wstążka przymocowana jest do specjalnego kijka, wykonanego z drewna, bambusa, plastiku lub włókna szklanego, o średnicy max. 1 cm i długości 50–60 cm. 
Do obowiązkowych ćwiczeń wykonywanych ze wstążką należą m.in. podrzuty, koła, wężyki. Wstążka nie może się zaplątać ani dotknąć ciała zawodniczki. Gimnastyczka nie może jej też upuścić.